# Ramon Parramon i Castany
Ramon Parramon i Castany (Montesquiu de Ripollès, Osona, 1883 - Barcelona, 1961) va ser violoncel·lista i lutier.

## Obres
- Simfonia en re menor
- Sardanes: Adéu, vila de Ripoll; L'almogàver; Cant del pastor; Escolta'm nineta; La fontada; La forastera; L'Hereu Escampa; Idil·li camperol; Muntanya amunt; Santquirzenca; Sardanista pinturera; Seny i alegria[1]

Enregistraments
- Cobla Barcelona. Adéu vila de Ripoll.  Barcelona: Compañía del Gramófono Odeón, 1951. ref 184770 SO 10694.«Digitalització».
- Cobla Barcelona. Cant del pastor.  Barcelona: Compañía del Gramófono Odeón, 1951. ref 184795 SO 10692. «Digitalització».
- Cobla Albert Martí. L'Hereu Escampa.  Barcelona: La Voz de su Amo, 1943. ref GY 555. «Digitalització».
- Cobla Barcelona. Muntanya amunt.  Barcelona: Compañía del Gramófono Odeón, 1951. ref 184770 SO 10691.«Digitalització».
- Cobla Albert Martí. Santquirzenca.  Barcelona: La Voz de su Amo, 1944. ref GY 585. «Digitalització».
- Cobla Barcelona. Seny i alegria.  Barcelona: Compañía del Gramófono Odeón, 1951. ref 184795 SO 10693. «Digitalització».